# Gynoplistia laticosta
Gynoplistia laticosta är en tvåvingeart som beskrevs av Alexander 1930. Gynoplistia laticosta ingår i släktet Gynoplistia och familjen småharkrankar. Inga underarter finns listade i Catalogue of Life.